# Klein-Winternheim
Klein-Winternheim est une municipalité de la Verbandsgemeinde Nieder-Olm, dans l'arrondissement de Mayence-Bingen, en Rhénanie-Palatinat, dans l'ouest de l'Allemagne.

## Illustrations

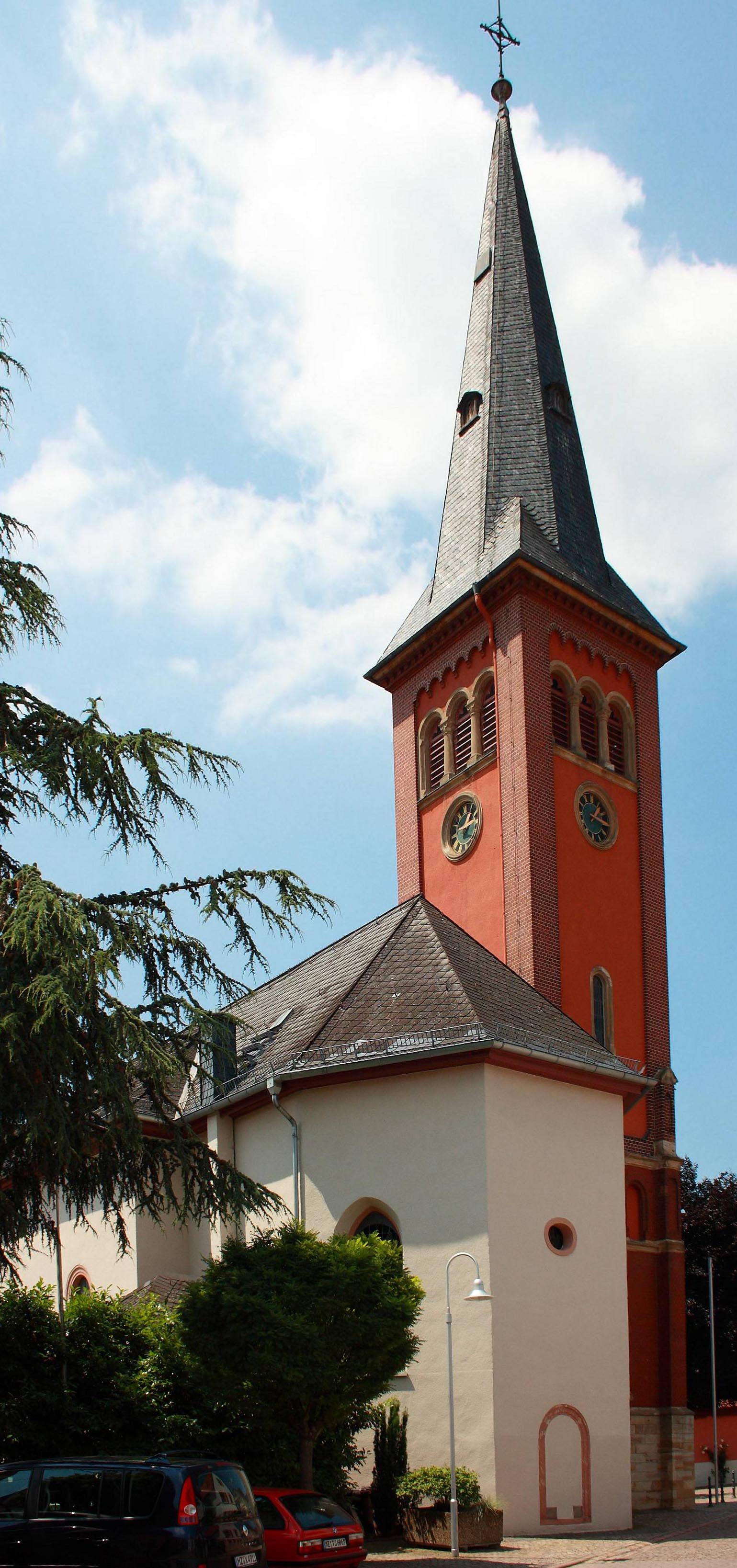
Église catholique St. Andreas
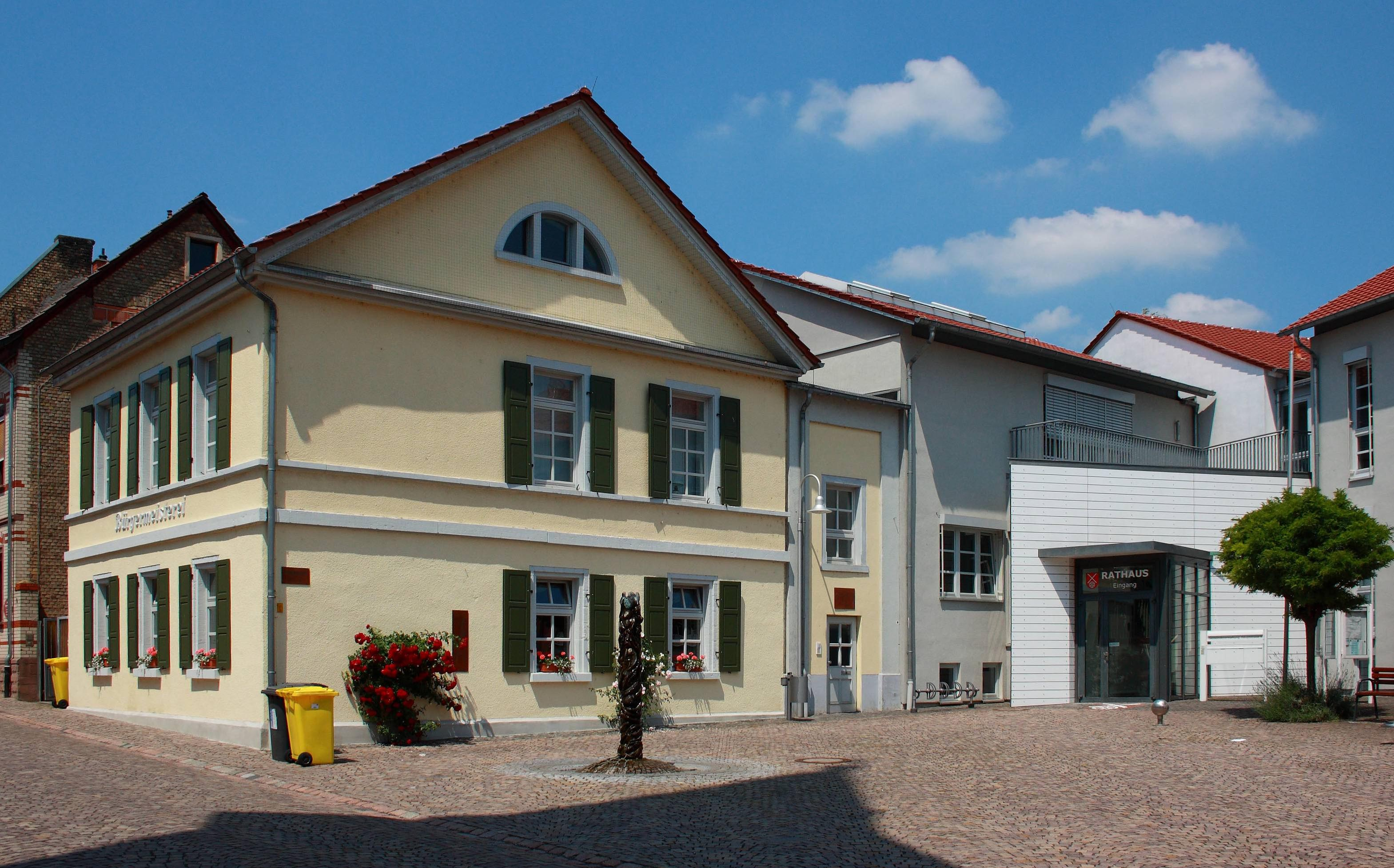
Mairie de Klein-Winternheim
Localisation de Klein-Winternheim dans la Verbandsgemeide et dans l'arrondissement